# Крикунов, Илья Олегович
Илья Олегович Крикунов (27 февраля 1984, Электросталь) — российский хоккеист, нападающий. 

## Карьера
Родился в городе Электросталь, там же начал занятия хоккеем. В 1999 начал выступать за команду родного города «Кристалл-2». В 2000 году подписал контракт с клубом «Воронеж-2», но уже через год вернулся в родной город, где продолжил карьеру в команде «Элемаш».
В 2002 году был приглашён в юниорскую сборную России, с которой завоевал серебряные медали чемпионата мира. В том же 2002 году бы задрафтован под общим 223 номером клубом НХЛ «Ванкувер Кэнакс».
Также в 2002 году переходит в воскресенский «Химик». В 2004 году был приглашён в молодёжную сборную России для участия в чемпионате мира. В 2005 году его команда переезжает в Мытищи, а в 2008 году меняет название на «Атлант».
В сезоне 2008/09 подписал контракт с клубом «Торпедо» (Нижний Новгород), в котором выступал до обратного обмена, являясь до этого одним из основных игроков команды. Вызывается в сборную России.

## Семья
Женат. Дочь Каролина. Сын Святослав.

## Статистика
| Легенда | Легенда                    | Легенда | Легенда                   | Легенда | Легенда    |
| ------- | -------------------------- | ------- | ------------------------- | ------- | ---------- |
| И       | Количество проведённых игр | Штр     | Штрафное время            | +/−     | Плюс-минус |
| Г       | Голы                       | П       | Голевые передачи          | О       | Очки       |
| -       | Статистика неизвестна      | —       | Статистика не учитывалась |         |            |

### Клубная карьера
- a В этом сезоне в «Плей-офф» учитывается статистика игрока в Кубке Надежды.